# إي في جي إيه
إي في جي إيه (بالإنجليزية: EVGA)، هي شركة قطع كمبيوتر أمريكية، تأسست في 1999، منذ العام 2010 بدأت الشركة بإضافة مكونات كمبيوتر أخرى لقائمة منتجاتها، مثل لابتوبات الألعاب، ومغذيات الطاقة، صناديق الكمبيوتر، وفأرات الحاسوب، يقع مقرها الرئيسي في بيرا، كاليفورنيا.

## المنتجات
تتضمن منتجات الشركة، اللوحات الأم، كروت الشاشة(من ضمنها الطرازات مكسورة السرعة)، معذيات الطاقة، وملحقات الحاسوب.